# Thelma Payne
Thelma R. Payne, född 18 juli 1896 i Salem i Oregon, död 7 september 1988 i Laguna Niguel i Kalifornien, var en amerikansk simhoppare.
Payne blev olympisk bronsmedaljör i svikthopp vid sommarspelen 1920 i Antwerpen.